# Ariadna Pujol de Pagès
Ariadna Pujol de Pagès (Barcelona, 1977) és una directora de cinema catalana especialitzada en documentals. És una de les membres d'Atzar Films.
És llicenciada en comunicació audiovisual i màster en documental de creació per la Universitat Pompeu Fabra. Ha filmat i col·laborat amb ballarins, "performers", improvisadors, músics i poetes. El 1999 va debutar com a directora al costat de Marta Albornà amb el documental Tiurana, on descriu els darrers moments d'aquest llogaret abans de ser inundat pel pantà de Rialb, i que va guanyar el premi al millor curtmetratge documental al Festival de Cinema de Girona de 2000. L'impacte d'aquesta pel·lícula en el seu moment va fer que el Centre Pompidou de París la inclogués en la Retrospectiva de Documental Espanyol (Cinéma du réel, París, 2005) que reunia els documentals més rellevants de la cinematografia espanyola.
El 2005 va dirigir el seu primer llargmetratge, el documental Aguaviva, rodat al municipi d'Aiguaviva de Bergantes (Matarranya) i on retrata la solitud, la vellesa, el desarrelament i la relació amb els forasters nouvinguts. Fou projectada a la Secció Zabaltegi del Festival Internacional de Cinema de Sant Sebastià 2005 nominada a millor documental als V Premis Barcelona de Cinema i premi del públic al millor documental al Festival de Màlaga.
El 2016 ha colaborat amb la ballarina improvisadora Vika Kleiman en el film Cápsula improbable. Actualment està projectant el documental Dietari final amb Èrika Sánchez.
És Professora d’Etnografia audiovisual al Màster d’Ensenyaments Artístics en Investigació Musical de l'ESMUC. També ha estat professora convidada a la Universitat de Màlaga, a la Universitat de Girona i a l'Observatori de Cinema de Barcelona.

## Filmografia
- 1999: Tiurana amb Marta Albornà
- 2005: Aguaviva
- 2013: Is Berlin for all?
- 2016: Càpsula improbable amb Vika Kleiman